# فریدریش زیبرت
فریدریش زیبرت (۷ ژوئیه ۱۸۸۸–۱۳ مه ۱۹۵۰) یکی از ژنرال‌های ورماخت بود که در طول جنگ جهانی دوم فرماندهی یگان‌های مختلفی را بر عهده داشت. او به دلیل خدمات خود در ورماخت نشان صلیب شوالیه صلیب آهنین را دریافت کرد. زیبرت یکی از اعضای رسمی حزب ناسیونال سوسیالیست کارگران آلمان بود.

## افتخارات و نشان‌ها
- صلیب آهنین (۱۹۱۴)
  - درجه ۲
  - درجه ۱
- صلیب آهنین (۱۹۳۹)
  - درجه ۲
  - درجه ۱
- صلیب آلمانی طلایی (۱۳ مه ۱۹۴۴)
- صلیب شوالیه صلیب آهنین در ۱۸ نوامبر ۱۹۴۱ به عنوان سپهبد و فرمانده لشکر ۴۴ پیاده‌نظام[۲]